# Kostelní Lhota
Kostelní Lhota je obec v okrese Nymburk ve Středočeském kraji. Leží asi sedm kilometrů jižně od Nymburku a sedm kilometrů od Poděbrad. Žije zde 965 obyvatel a její katastrální území má rozlohu 865 hektarů. Katastr obce je ohraničen říčkami Výrovka a Šembera (dřívější název Černavka), které jsou v symbolech Kostelní Lhoty zastoupeny modrými pruhy. Umístila se na prvním místě v mezinárodní soutěži Evropská cena obnovy vesnice 2024.

## Historie
První písemná zmínka o vesnici pochází z roku 1354.

### Exulanti
V době pobělohorské během slezských válek emigrovaly z náboženských důvodů celé rodiny do pruského Slezska. Dělo se tak zprvu pod ochranou vojska pruského krále Fridricha II. Velikého. Z Kostelní Lhoty uprchli před městečko Münsterberg v pruském Slezsku tito nekatolíci:
- Martin Francouz s manželkou Kateřinou a dvěma syny. Dne 2. ledna 1946 podepsal v Münsterbergu žádost a v roce 1750 je uveden v seznamu kolonistů, kteří zakládali českou exulantskou obec Husinec v pruském Slezsku. V Husinci jeho žena Kateřina zemřela v roce 1762 ve věku 50 let.
- Ludmila Beránková z Kostelní Lhoty,[6] její příbuzný Matěj Beránek byl v roce 1743 v Münsterbergu, Jan Beránek byl v Čechách odsouzen k trestu smrti, později mu byl trest změněn na dva roky nucených prací. Další osud Ludmily nebyl probádán.

Některé životopisy exulantů z Kostelní Lhoty, kteří uprchli už před rokem 1742, se zachovaly: Kateřina-Dorota (roz. Jahelková, 1720–1780 Berlín, str. 416), Ludmila (její sestra, 1710–1772 Český Rixdorf, str. 683) a Jakub Koudelka (1696–1772 Český Rixdorf, str. 587). Životopisy byly publikovány v knize Edity Štěříkové „Běh života“.
V obci Kostelní Lhota (1015 obyvatel, katolický kostel) byly v roce 1932 evidovány tyto živnosti a obchody: cukrář, 3 obchody s dobytkem, 2 obchody s drůbeží, holič, 4 hostince, 2 koláři, 3 kováři, krejčí, 3 obchody s kůžemi, 3 obuvníci, obchod s ovocem a zeleninou, pekař, 3 obchody s lahvovým pivem, 3 rolníci, 2 řezníci, trafika, 5 obchodů se smíšeným zbožím, spořitelní a záložní spolek v Kostelní Lhotě, truhlář.

## Obyvatelstvo
| Rok            | 1869 | 1880 | 1890 | 1900 | 1910 | 1921 | 1930 | 1950 | 1961 | 1970 | 1980 | 1991 | 2001 | 2011 | 2021 |
| -------------- | ---- | ---- | ---- | ---- | ---- | ---- | ---- | ---- | ---- | ---- | ---- | ---- | ---- | ---- | ---- |
| Počet obyvatel | 805  | 830  | 833  | 816  | 919  | 938  | 953  | 836  | 876  | 832  | 767  | 715  | 724  | 850  | 853  |
| Počet domů     | 110  | 129  | 132  | 143  | 166  | 187  | 223  | 256  | 245  | 239  | 246  | 279  | 301  | 319  | 348  |

## Obecní správa

### Územněsprávní začlenění
Dějiny územněsprávního začleňování zahrnují období od roku 1850 do současnosti. V chronologickém přehledu je uvedena územně administrativní příslušnost obce v roce, kdy ke změně došlo:
- 1850 země česká, kraj Jičín, politický i soudní okres Poděbrady[11]
- 1855 země česká, kraj Čáslav, soudní okres Poděbrady
- 1868 země česká, politický i soudní okres Poděbrady
- 1939 země česká, Oberlandrat Kolín, politický i soudní okres Poděbrady[12]
- 1942 země česká, Oberlandrat Hradec Králové, politický okres Nymburk, soudní okres Poděbrady[13]
- 1945 země česká, správní i soudní okres Poděbrady[14]
- 1949 Pražský kraj, okres Poděbrady[15]
- 1960 Středočeský kraj, okres Nymburk
- 2003 Středočeský kraj, okres Nymburk, obec s rozšířenou působností Nymburk

### Obecní symboly
Znak a vlajka byly obci uděleny rozhodnutím předsedy Poslanecké sněmovny Parlamentu České republiky dne 14. března 2002.

## Doprava
Dopravní síť
- Pozemní komunikace – Obcí vede silnice II/611 Praha – Sadská – Kostelní Lhota – Poděbrady – Chlumec nad Cidlinou – Hradec Králové. Území obce protíná dálnice D11, obec leží mezi exity 25 (Sadská) a 35 (Poděbrady-západ).

- Železnice – Železniční trať ani stanice na území obce nejsou. Nejblíže obci je železniční stanice Sadská ve vzdálenosti tři kilometry ležící na trati 060 z Poříčan do Nymburka.

Veřejná doprava 2013
- Autobusová doprava – Probíhá zde páteřní linka regionu č. 398 - Praha-Sadská-Kostelní Lhota-Poděbrady (denně mnoho spojů) a zpět. Dále tudy projíždí linka č. 43 - Nymburk-Pečky (v pracovní dny 4 spoje) a zpět (dopravce Okresní autobusová doprava Kolín, s. r. o.).

## Účast v soutěžích
V roce 2016 se Kostelní Lhota poprvé zúčastnila soutěže Vesnice roku. Nejprve obec získala Zelenou stuhu Vesnice roku ve Středočeském kraji a posléze i v celostátním kole a zároveň byla nominována do evropského kola soutěže Entente Florale Europe 2017. V mezinárodní soutěži, jejíž výsledky byly vyhlášeny v září 2017 ve slovinské obci Podčetrtek, získala Kostelní Lhota stříbrnou medaili.
V roce 2019 dokončil tým pražského ČVUT pod vedením Ing. Kláry Salzmannové, Ph.D projekt „Komplexní krajinný plán obce Kostelní Lhota na 20 km²“, inspirovaný myšlenkou krajinného plánování s cílem ochrany krajiny a jejích funkcí.

### Vesnice roku 2022
Kostelní Lhota se zúčastnila celostátní soutěže Vesnice roku a v roce 2022 v ní zvítězila. Výsledky soutěže byly vyhlášeny 17. září 2022 na festivalu Jarmark venkova v Luhačovicích. Druhá byla obec Třeštice z okresu Jihlava a třetí Poniklá z Libereckého kraje.

### Evropská cena obnovy vesnice 2024
Česká obec Kostelní Lhota se umístila na prvním místě v mezinárodní soutěži Evropská cena obnovy vesnice 2024. Pod motem „chuť do budoucnosti“ vybírala mezinárodní porota vítěze z celkem 21 obcí napříč Evropou. Soutěž se koná každé dva roky a za Česko do ní postupují nositelé titulů „Vesnice roku“ za předchozí dva ročníky. Kostelní Lhota je tak první vesnicí České republiky, která se může pyšnit tímto oceněním.

## Zástavba obce a pamětihodnosti
Pro všechny čtyři Lhoty poblíž Poděbrad (Kostelní, Písková, Vrbová a Přední Lhota) je typická široká ulicová náves. U Kostelní, Pískové a z části i Vrbové Lhoty lze koncem 18. století pozorovat prostorovou stísněnost půdorysu. Dvory jednotlivých usedlostí se navzájem limitují a těsně na sebe navazují. Výrazné je hloubkové protažení parcel a tomu odpovídá také dispozice dvora. Zahrada se stodolou se ve velké části případů rozkládá za dvorem v ose parcely.
V severní řadě převažují štítově exponované domy, u nichž dominuje expozice boční vstupní stěny na V. U několika domů se objevuje i okapní expozice. V jižní řadě se situace obrací. Převažuje okapní expozice, štítově exponovaný dům se objevuje méně často, a to pouze s expozicí na V. U štítově exponovaných domů převažují paralelní formy dvora, u okapních dvoustranná forma. Stodola je až na výjimky hloubkově vysunuta a vzdálena od jádra dvorového prostranství. Stavby většinou přiléhají z obou stran k parcelní hranici nebo se jí těsně přibližují, a to zvláště v hustěji zastavěné severní řadě. Stavby sousedících usedlostí však spolu přímo nesousedí a zástavba jejich dvorů se obvykle vzájemně respektuje.
Dominantou obce je kostel Nanebevzetí Panny Marie, který spolu s farou (dnes přestavěnou na obecní úřad) a školou tvoří historické centrum obce. Kostel, který také dal obci název již při svém založení v roce 1354, je jedinou kulturní památkou obce. V roce 1813 na Bílou Sobotu vypukl v obci požár. Vyhořelo 32 čísel včetně kostela. V letech 1815 až 1817 byl kostel přestavěn v pozdně barokním slohu stavitelem J. Braunem. Rustikální socha svatého Gotharda je z roku 1740.
Na návsi obce je rybník o rozloze asi půl hektaru.

## Osobnosti
- Martin Francouz, jeden ze zakladatelů české exulantské obce Husinec v pruském Slezsku. Rok 1749
- Ota Hofman (1928–1989), spisovatel a scenárista zejména děl pro děti, rodák z Prahy, který v obci často pobýval a krátce i chodil do školy, čestný občan Kostelní Lhoty in memoriam
- Josef Musil (1932–2017), volejbalista, rodák z obce a čestný občan Kostelní Lhoty, v roce 2001 vyhlášen nejlepším českým volejbalistou století; ve stejné anketě Mezinárodní volejbalové federace se umístil v závěrečné osmičce nejlepších hráčů světa
- Stanislav Vopasek (1935–2006), historik hornictví, rodák z obce

## Galerie

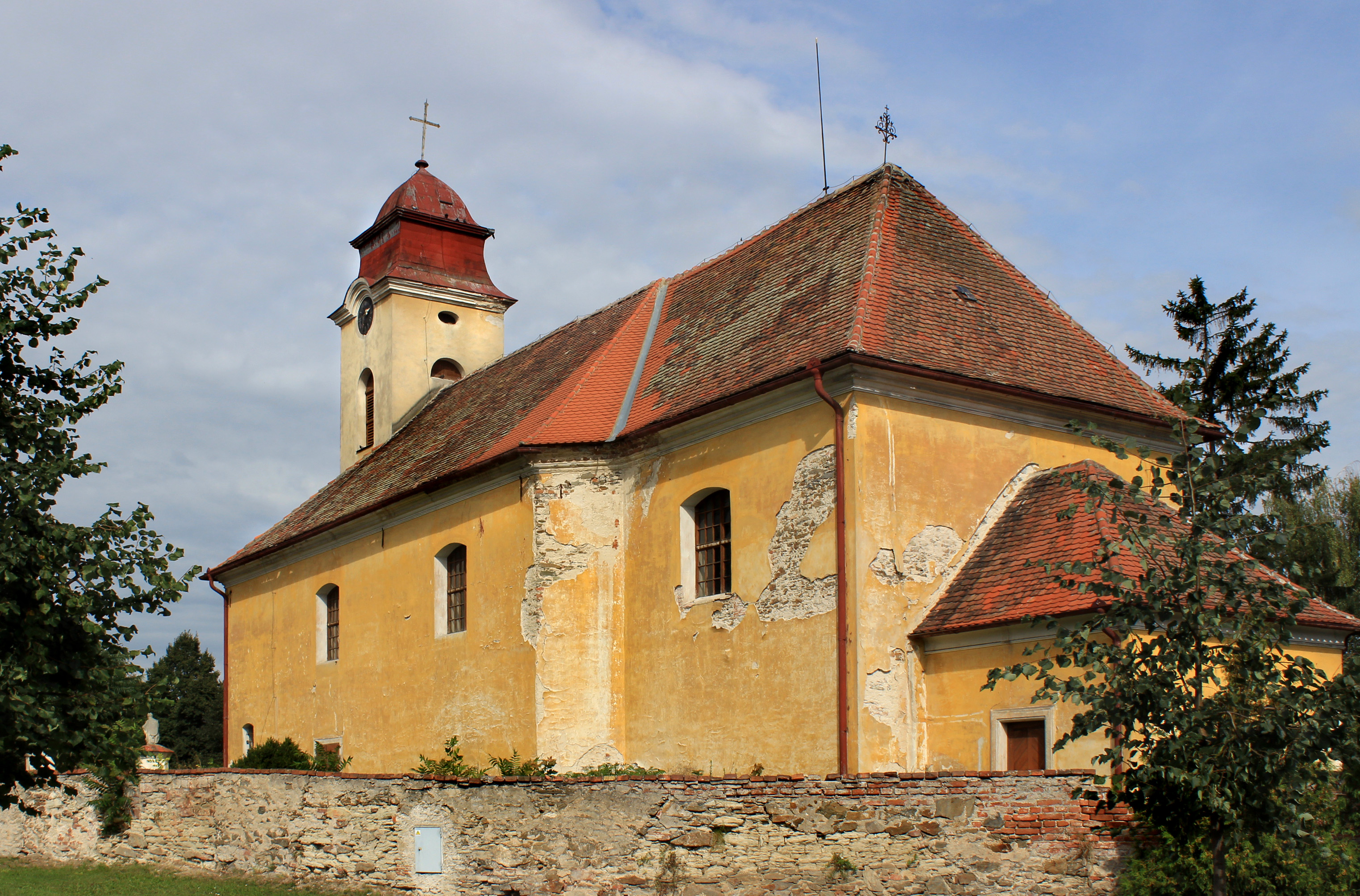
Kostel Nanebevzetí Panny Marie
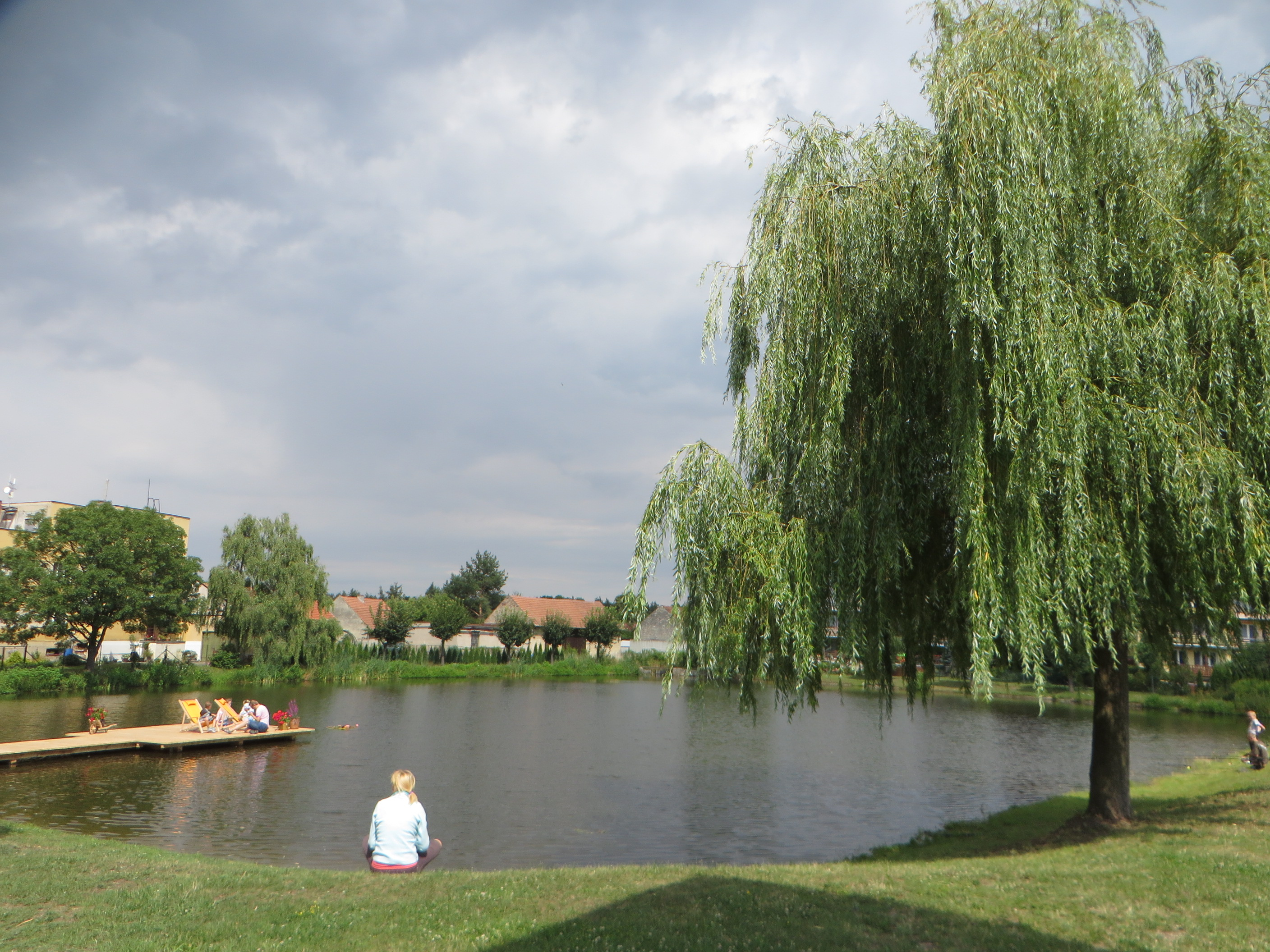
Léto u rybníka v centru obce
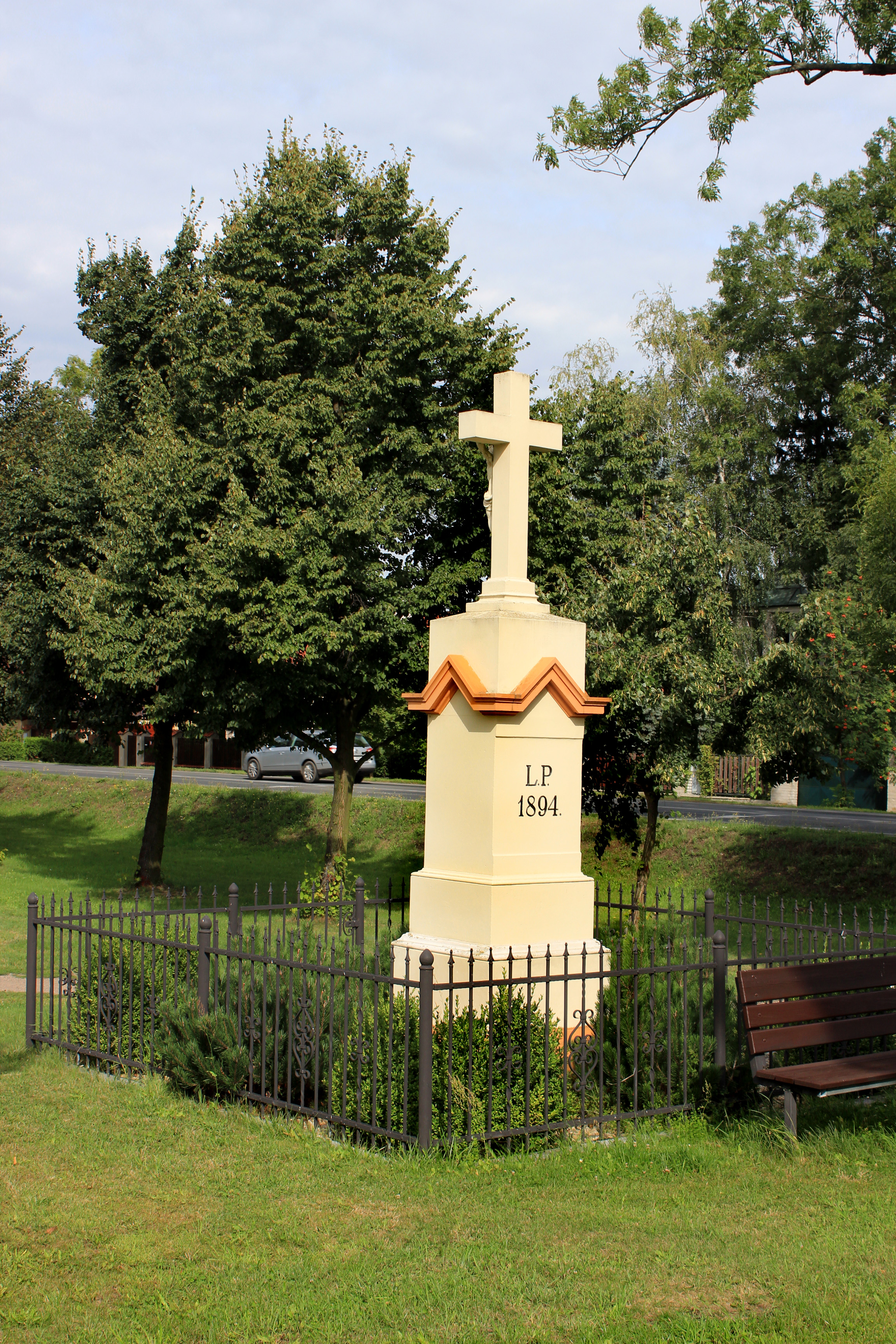
Křížek u kostela
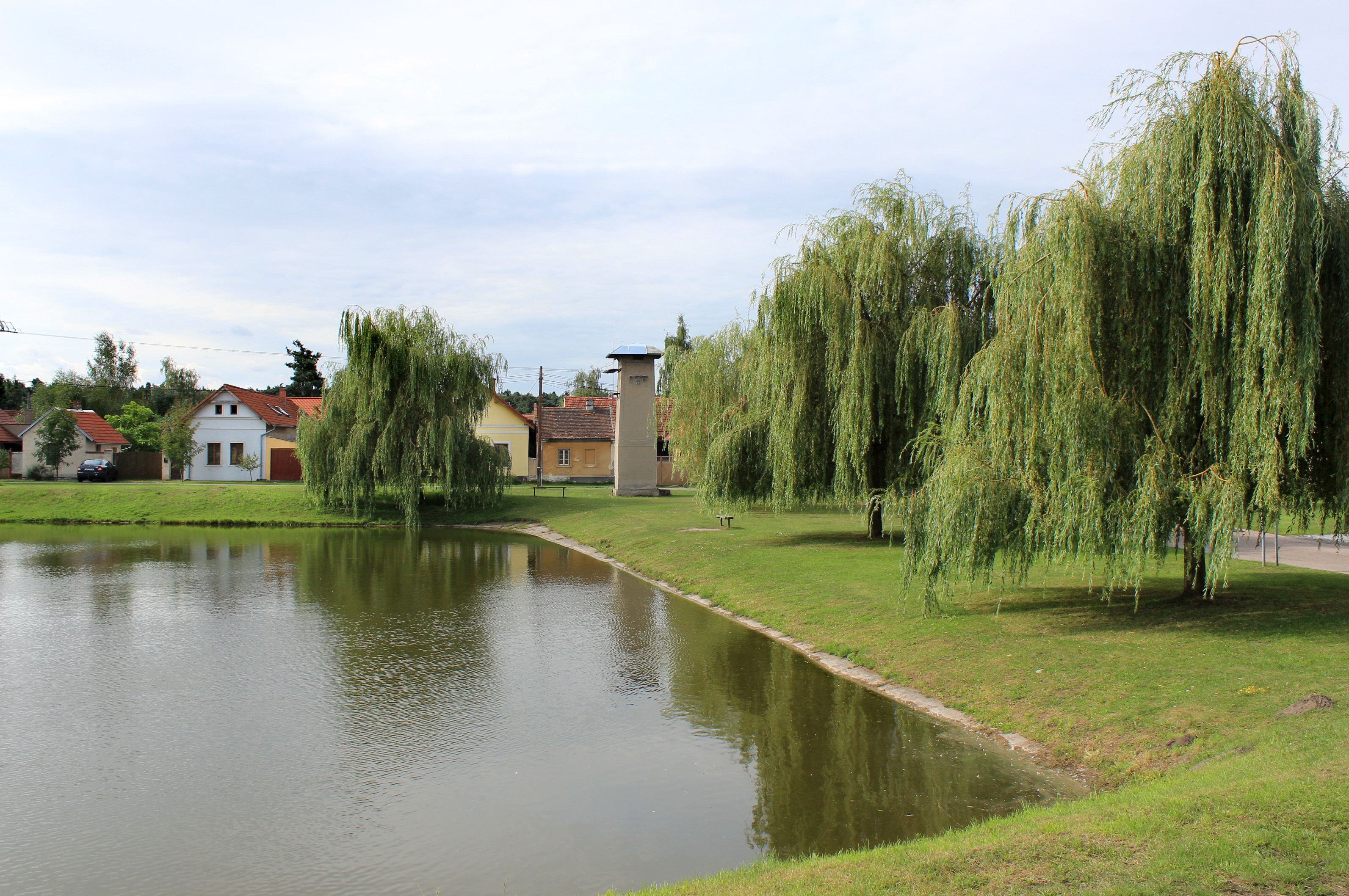
Rybník u návsi
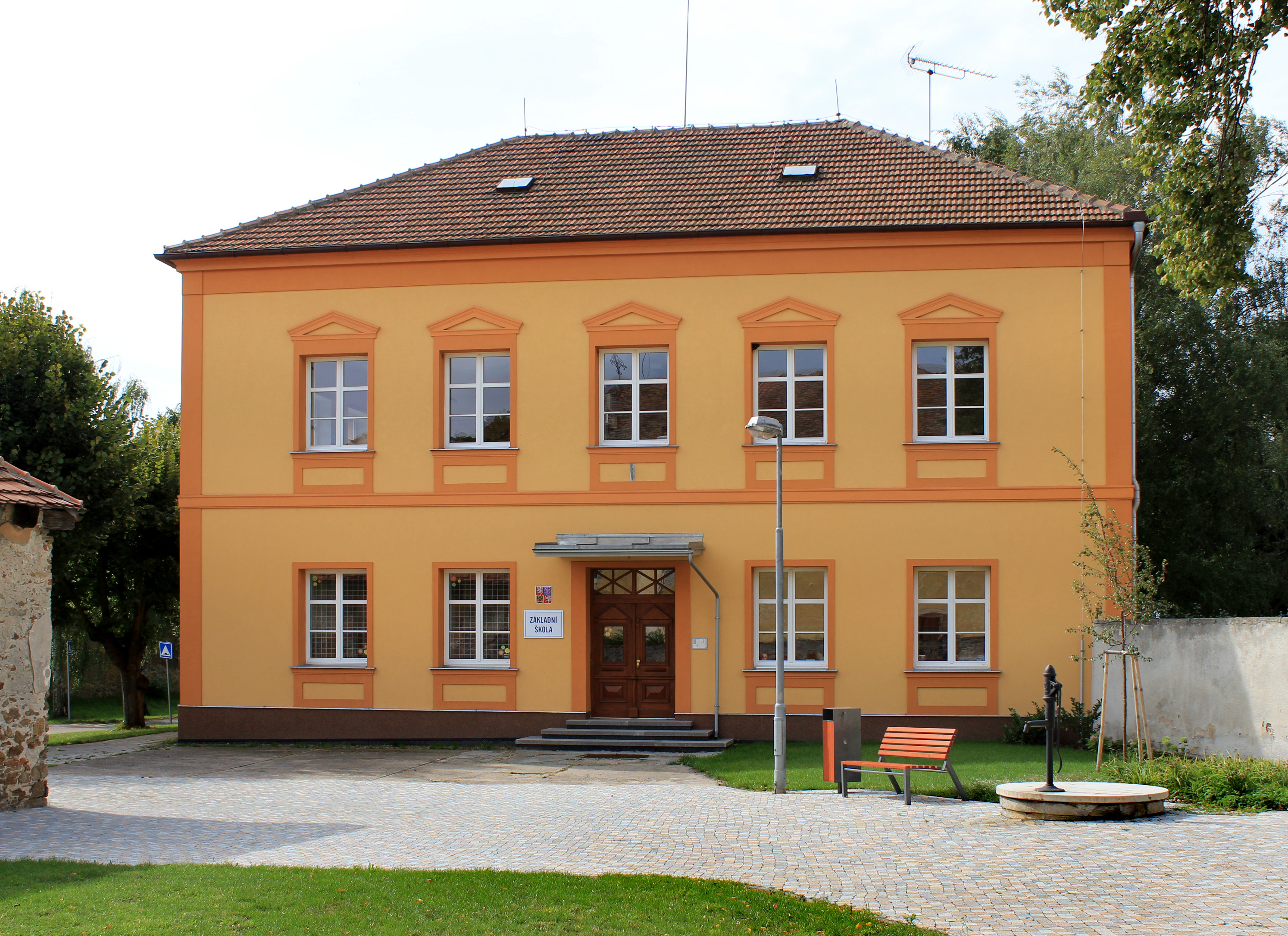
Základní škola
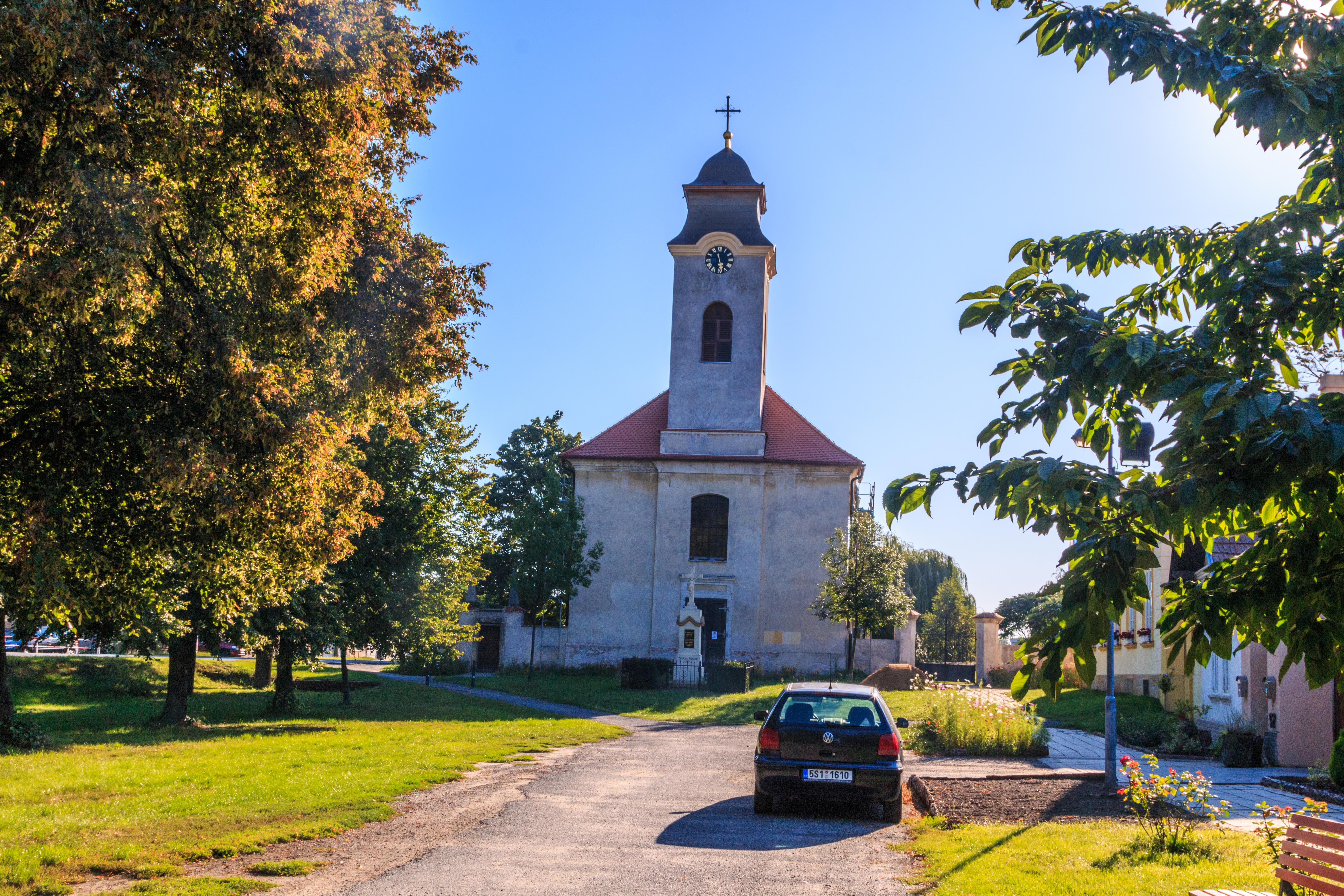
Kostel Nanebevzetí Panny Marie